# Peugeot Typ 181

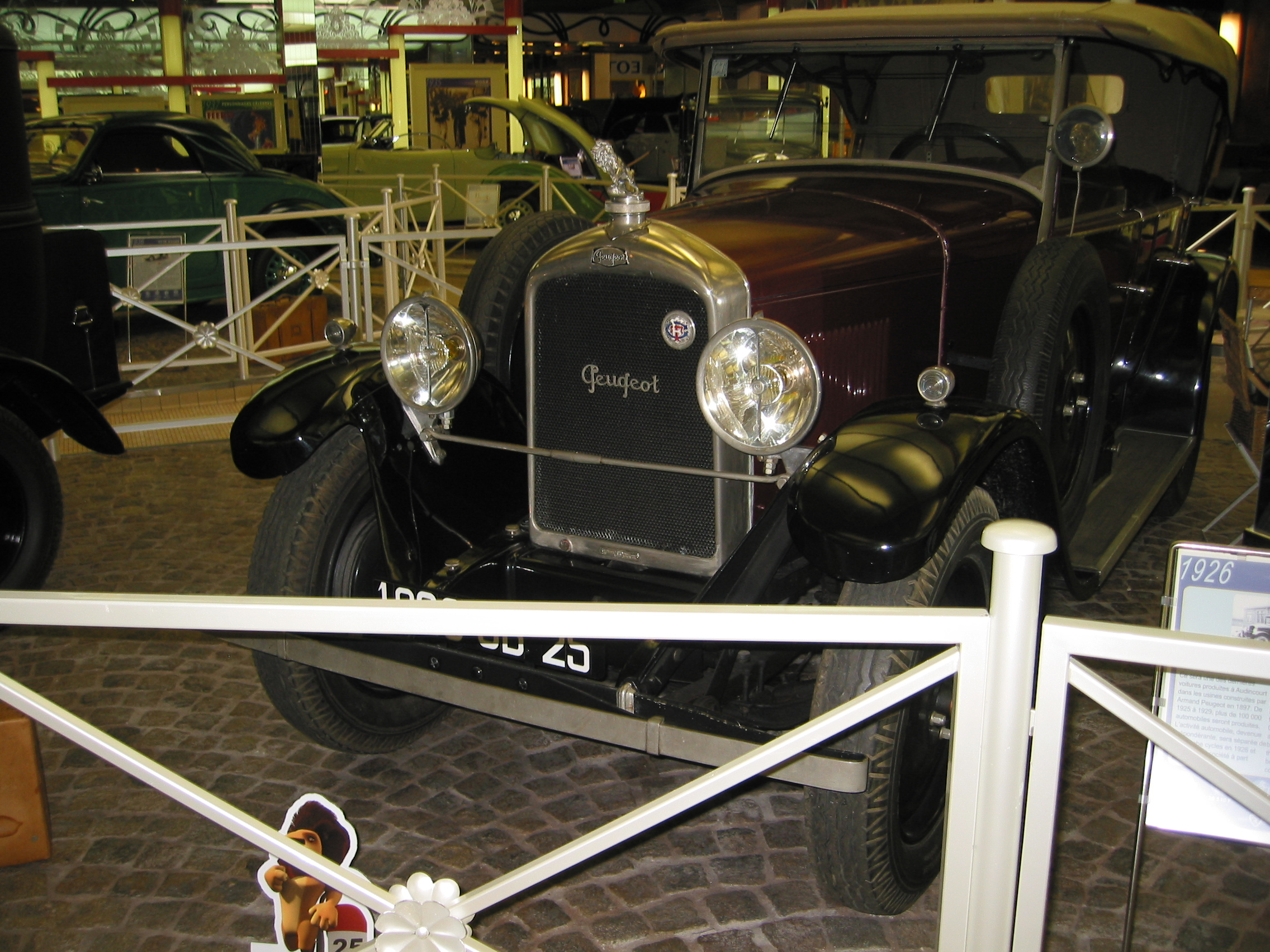
Peugeot Typ 181 von 1926

Der Peugeot Typ 181 ist ein Automodell des französischen Automobilherstellers Peugeot, von dem von 1925 bis 1928 im Werk Audincourt 9259 Exemplare produziert wurden.
Die Fahrzeuge besaßen einen Vierzylinder-Viertaktmotor, der vorne angeordnet war und über Kardan die Hinterräder antrieb. Der Motor leistete aus 1615 cm³ Hubraum 40 PS.
Es gab das Standardmodell 181 und das etwas längere Modell 181 B. Bei einem Radstand von 279,5 cm bzw. 286,5 cm und einer Spurbreite von 126 cm betrug die Fahrzeuglänge 400 cm bzw. 407 cm, die Fahrzeugbreite 150 cm und die Fahrzeughöhe 180 cm. Die Karosserieformen Torpedo, Allwettercabriolet, Innenlenker und Coupé boten Platz für vier bis fünf Personen.